# Свадильфари
Свадильфари (древнесканд. «незадачливый путешественник») — в скандинавской мифологии жеребец, являющийся отцом восьминогого жеребца Слейпнира, матерью которого был бог Локи (в виде кобылы). Свадильфари принадлежал не названному по имени инеистому великану, который построил стены Асгарда.

## Видение Гюльви
В части 42 из Младшей Эдды, книге Видение Гюльви, Высокий говорит об истории «из самого начала поселения богов, когда боги создали Мидгард и построили Вальгаллу» о безымянном строителе-великане, который предложил построить укреплённые стены для города богов, которые будут защищать его от захватчиков, в обмен на богиню Фрейю, солнце и луну. После некоторых раздумий боги согласились на это, но установив ряд условий для строителя: среди прочего он должен был завершить работу в течение трёх сезонов без чьей-либо помощи. Строитель выдвинул одно условие: он, возможно, будет использовать помощь своего жеребца Свадильфари, и из-за влияния Локи это было разрешено. Жеребец Свадильфари выполнял работы как строитель с двойной силой и таскал огромные скалы к удивлению богов. Строитель с помощью Свадильфари достиг быстрого прогресса в строительстве стен и за три дня до конца лета строителем был почти закончен вход в фортификации. Боги созвали совет и выяснили, кто несёт ответственность за это, в результате которого пришли к единодушному мнению, что, как и в большинстве неприятностей, во всём был виноват Локи.
Боги заявили, что Локи заслуживает ужасной смерти, если он не сможет найти схему, которая приведёт к неудаче строителя и тем самым позволит не выплачивать ему обещанное, и пригрозили напасть на него. Локи, будучи испуган, поклялся, что он разработает схему, которая позволит сделать так, чтобы строитель не получил оплаты, независимо от того, что её реализация будет стоить ему самому. В эту ночь строитель поехал за новыми камнями со своим жеребцом Свадильфари, и вдруг из леса выбежала кобыла. Кобыла ржала на Свадильфари, и он от этого стал безумен и тоже заржал, разорвал свою упряжь и побежал к кобыле. Кобыла побежала в лес, Свадильфари последовал за ней, а строитель преследовал его. Две лошади бегали всю ночь, в результате чего строительные работы не проводились этой ночью, а предыдущий импульс работ, который строитель был в состоянии поддерживать, не появился вновь.
Когда асы поняли, что строитель является инеистым великаном, они пренебрегли своим предыдущим обещаниям строителю и призвали Тора. Тор явился и убил строителя, разбив его череп на осколки своим молотом Мьёлльниром. Однако несколько позже после «контакта» со Свадильфари у Локи (обернувшегося кобылой) родился серый жеребёнок с восемью ногами — лошадь Слейпнир, «лучшая лошадь среди богов и людей».